# آقسو
آقسو (بالأذرية: Ağsu) هي مدينة  وعاصمة مقاطعة آقسو في أذربيجان.

## الثقافة

### الرياضة
المدينة لديها إحد فرق كرة القدم المحترقة، حيث ينافس نادي آقسو في دوري أذربيجان للدرجة الأولى.

## أعلام
- راسم بالاييف
- سماندار رضاييف